# Selemon Barega
Selemon Barega (en amárico: ሰለሞን ባረጋ, 20 de enero de 2000) es un deportista etíope que compite en atletismo, especialista en las carreras de fondo.
Participó en los Juegos Olímpicos de Tokio 2020, obteniendo una medalla de oro en la prueba de 10 000 m.
Ganó dos medallas en el Campeonato Mundial de Atletismo, en los años 2019 y 2023, y tres medallas en el Campeonato Mundial de Atletismo en Pista Cubierta entre los años 2018 y 2024.

## Palmarés internacional
| Juegos Olímpicos                     | Juegos Olímpicos         | Juegos Olímpicos  | Juegos Olímpicos |
| Año                                  | Lugar                    | Medalla           | Prueba           |
| ------------------------------------ | ------------------------ | ----------------- | ---------------- |
| 2020                                 | Tokio (Japón)            | Medalla de oro    | 10 000 m         |
| Campeonato Mundial                   |                          |                   |                  |
| Año                                  | Lugar                    | Medalla           | Prueba           |
| 2019                                 | Doha (Catar)             | Medalla de plata  | 5000 m           |
| 2023                                 | Budapest (Hungría)       | Medalla de bronce | 10 000 m         |
| Campeonato Mundial en Pista Cubierta |                          |                   |                  |
| Año                                  | Lugar                    | Medalla           | Prueba           |
| 2018                                 | Birmingham (Reino Unido) | Medalla de plata  | 3000 m           |
| 2022                                 | Belgrado (Serbia)        | Medalla de oro    | 3000 m           |
| 2024                                 | Glasgow (Reino Unido)    | Medalla de bronce | 3000 m           |